# Marguerite Florio
Marguerite Florio (geboren am 13. April 1944 in Lausanne; heimatberechtigt in Montherod) ist eine Schweizer Politikerin (LPS). Sie war von 1998 bis 1999 Mitglied des Nationalrats.

## Leben
Florio war von 1990 bis 1995 Mitglied des Lausanner Stadtparlaments.
1998 rückte sie für die zurückgetretene Suzette Sandoz in den Nationalrat nach. 1999 verpasste sie die Wiederwahl.
Von Beruf ist sie Anwältin.